# Krossanes
Krossanes är en udde i republiken Island.   Den ligger i regionen Austurland, i den östra delen av landet, 400 km öster om huvudstaden Reykjavík.
Terrängen inåt land är varierad. Havet är nära Krossanes åt sydost.  Närmaste större samhälle är Djúpivogur, 6,9 km nordost om Krossanes. 
Inlandsklimat råder i trakten. Årsmedeltemperaturen i trakten är 2 °C. Den varmaste månaden är augusti, då medeltemperaturen är 10 °C, och den kallaste är januari, med −7 °C.